# Sorremorre
Sorremorre (Fries: Soarremoarre) is een buurtschap in de gemeente Heerenveen, in de Nederlandse provincie Friesland.
Het is gelegen ten noordoosten van Nes, waar het formeel onder valt. De buurtschap ligt vlak bij het Botmeer/Sorremorstermeer. Het kent vooral verspreide bewoning. Aan de noordkant gaat de buurtschap over in de buurtschap Pean.
De buurtschap werd in 1449 vermeld als tho Sudmorra, in 1467 als Sormorra, in 1493 als Surmurra. De plaatsnaam verwijst naar het feit dat het zuidelijke gelegen is in het moerassig gebied Morra (Botmeer). In 1840 was de buurtschap nog verdeeld over de dorpen Nes en Oldeboorn. In het gedeelte van Nes woonde er 15 bewoners in twee huizen en Oldeboorn 20 bewoners in drie huizen.
In de nacht van 7 op 8 november 1941 stortte in Sorremorre een Engelse bommenwerper (Vickers Wellington) neer. Alle bemanningsleden kwamen daarbij om.
Dorpen: Akkrum · Bontebok · De Knipe · Gersloot · Gersloot-Polder · Haskerdijken · Heerenveen · Hoornsterzwaag · Jubbega · Katlijk · Luinjeberd · Mildam · Nes · Nieuwebrug · Nieuwehorne · Nieuweschoot · Oldeboorn · Oranjewoud · Oudehorne · Oudeschoot · Terband · Tjalleberd

Buurtschappen: Anneburen · Birstum · Brongerga · Henshuizen · Meskenwier · Oosterboorn · Oude Schouw (deels) · Pean · Poppenhuizen · Schurega · Sorremorre · Spitsendijk · Sythuizen · Warniahuizen · Welgelegen (deels)

Friesland: Steden en dorpen      Nederland: Provincies · Gemeenten